# NGC 5042
NGC 5042 (другие обозначения — ESO 508-31, MCG -4-31-43, UGCA 340, IRAS13127-2343, PGC 46126) — спиральная галактика с перемычкой (SBc) в созвездии Гидры.
У данной галактики была исследована кривая вращения в высоком пространственном разрешении по излучению молекул CO, скорость вращения галактики составляет около 120 км/с. Звёздная масса галактики составляет около 8⋅109 M⊙, темп звездообразования — 0,60 M⊙ в год. В галактике наблюдается выделенное ядро голубого цвета неизвестной природы, профиль поверхностной яркости диска галактики имеет «излом» на расстоянии 140 секунд дуги от центра.
Этот объект входит в число перечисленных в оригинальной редакции «Нового общего каталога».